# 프랭크 셀리
프랭크 깁슨 셀리(Frank Gibson Selee, 1859년 10월 26일 ~ 1909년 7월 5일)는 20세기 초에 활약한 미국의 전 야구 감독이다. 16년의 메이저 리그 베이스볼 감독 경력 동안 내셔널 리그 팀 보스턴 비니터스에서 12년을, 시카고 오펀스/컵스에서 4년을 보냈다. 특히 비니터스 시절 팀을 다섯 차례 내셔널 리그 우승으로 이끌었다.
1999년 베테랑 위원회의 추천으로 미국 야구 명예의 전당에 입회했다.